# Gouvernement José Sánchez Guerra
Royaume d'Espagne
Maura V Prieto V
Le gouvernement José Sánchez Guerra est le gouvernement du royaume d'Espagne, en fonction le 8 mars 1922 au 7 décembre 1922.

## Composition
| Portefeuille                                         | Titulaires | Titulaires                                               | Parti              |
| ---------------------------------------------------- | ---------- | -------------------------------------------------------- | ------------------ |
| Président du Conseil                                 |            | José Sánchez Guerra                                      | conservateur       |
| Ministre d'État                                      |            | Joaquín Fernández Prida (es)(jusqu'au 4/12/1922)         | conservateur       |
| Ministre d'État                                      |            | Francisco Bergamín García (es)(jusqu'au 7/12/1922)       | conservateur       |
| Ministre des Grâces et de Justice                    |            | Josep Bertran i Musitu (ca)(jusqu'au 1/04/1922)          | Lliga Regionalista |
| Ministre des Grâces et de Justice                    |            | Mariano Ordóñez García (es)(jusqu'au 4/12/1922)          | conservateur       |
| Ministre des Grâces et de Justice                    |            | Carlos Cañal                                             | conservateur       |
| Ministre de la Guerre                                |            | José Olaguer-Feliú y Ramírez (es)(jusqu'au 15/7/1922)    | sans               |
| Ministre de la Guerre                                |            | José Sánchez Guerra                                      | conservateur       |
| Ministre de la Marine                                |            | Mariano Ordóñez García (jusqu'au 1/04/1922)              | conservateur       |
| Ministre de la Marine                                |            | José Rivera y Álvarez-Camero                             | sans               |
| Ministre des Finances                                |            | Francisco Bergamín García (es)(jusqu'au 4/12/1922)       | conservateur       |
| Ministre des Finances                                |            | Juan José Ruano de la Sota (es)                          | conservateur       |
| Ministre du Gouvernement                             |            | Vicente Piniés Bayona (es)                               | conservateur       |
| Ministre de l'Instruction publique et des Beaux-arts |            | César Silió y Cortés (es)(jusqu'au 1/04/1922)            | conservateur       |
| Ministre de l'Instruction publique et des Beaux-arts |            | Tomás Montejo y Rica (es)(jusqu'au 4/12/1922)            | conservateur       |
| Ministre de l'Instruction publique et des Beaux-arts |            | Isidoro de la Cierva y Peñafiel (es)(jusqu'au 7/12/1922) | conservateur       |
| Ministre du Travail,de l'Industrie et du Commerce    |            | Abilio Calderón Rojo (es)                                | conservateur       |